# خواف
خواف (بالفارسية: خواف) هي منطقة سكنية تقع في إيران في قسم. يقدر عدد سكانها بـ 21,160 نسمة .

## أعلام
- بهافريد